# NGC 3157
NGC 3157 = IC 2555 ist eine Balken-Spiralgalaxie mit ausgedehnten Sternentstehungsgebieten vom Hubble-Typ SBc im Sternbild Antila am Südsternhimmel. Sie ist schätzungsweise 117 Millionen Lichtjahre von der Milchstraße entfernt und hat einen Durchmesser von etwa 90.000 Lj.
Der Typ-II-Supernova-Kandidat ASASSN -15jp wurde hier beobachtet.
Das Objekt wurde am 28. Januar 1835 von John Herschel entdeckt. Die Galaxie wurde am 1. Mai 1900 von DeLisle Stewart wiederentdeckt und in dem Index-Katalog aufgenommen.